# Popivoda
Popivoda je priimek v Sloveniji in tujini. Po podatkih Statističnega urada Republike Slovenije je na dan 1. januarja 2010 v Slovenjiji uporabljalo ta priimek 17 oseb.  

## Znani slovenski nosilci priimka
- Danilo Popivoda (1947—2021), nogometaš
- Miloš Popivoda (1980—2025), nogometaš
- Nikola Popivoda (*1940), nogometaš in učitelj

## Znani tuji nosilci priimka
- Blažo Popivoda (1911—1944), črnogorski revolucionar, partizan, narodni heroj Jugoslavije
- Krsto Popivoda (1910—1988), črnogorski politik, narodni heroj Jugoslavije
- Pero Popivoda (1916—1979), črnogorski častnik, poveljnik II. operativne cone v Sloveniji med 2. svetovno vojno, generalmajor sovjetskega letalstva
- Vlado Popivoda, brat prejšnjega, informbirojevski emigrant v Sovjetski zvezi